# Bactrocera obtrullata
Bactrocera obtrullata är en tvåvingeart som beskrevs av White och Neal L. Evenhuis 1999. Bactrocera obtrullata ingår i släktet Bactrocera och familjen borrflugor. Inga underarter finns listade.